# Leptospiros
Leptospiros (även Leptospirose förekommer) är en infektion först beskriven av den tyske läkaren Friedrich von Müller 1891 under vad som kallades slam-, fält- och skördefeber och senare konstaterats orsakas av bakterier av släktet Leptospira. Symptomen kan variera mellan milda såsom huvudvärk, muskelsmärta och feber till svårare med lungblödning eller meningit. Om infektionen ger upphov till gulsot, njursvikt eller blödning är den känd som  Weils sjukdom. Vid profus blödning från lungorna är sjukdomen känd som severe pulmonary haemorrhage syndrome (allvarligt lungblödningssyndrom).
Det finns tio olika typer av Leptospira som orsakar sjukdom hos människan. Sjukdomen överförs både från vilda och tama djur. Gnagare är de djur som oftast sprider sjukdomen. Infektionen spids ofta via djurens urin eller genom vatten som innehåller djururin då det kommer i kontakt med huden eller ögon, mun, näsa eller vagina. I utvecklingsländer är sjukdomen vanligast hos bönder och fattiga som lever i städer. I utvecklade länder förekommer sjukdomen vanligen hos sådana som håller på med utomhusaktiviteter i varma och våta områden. Diagnos ställs genom att odla bakterier från blodprov, genom att upptäcka bakterie-DNA i blodet, eller genom att antikroppar påträffas i blodet.
Olika åtgärder för att förebygga sjukdomen är bland annat att undvika kontakt vid arbete med potentiellt smittade djur, att tvätta av sig efter sådan kontakt och genom att minska antalet gnagare i områden där människor lever eller arbetar. Doxycyklin (ett antibiotikum) då det används i profylaktiskt (förebyggande) syfte bland resande har oklart behandlingsvärde. Vaccin för djur finns för vissa typer av Leptospira vilket kan minska risken att sjukdomen sprids till människor. Behandling vid infektion är med antibiotika som: doxycyclin, penicillin, eller ceftriaxon.
Det beräknas att sju till tio miljoner människor smittas med leptospiros varje år. Antalet dödsfall som orsakas av smittan är okänt, men dödligheten vid den allvarligaste varianten av sjukdomen (allvarligt lungblödningssyndrom) har uppskattats till över 50 %.. Varianten beskrevs först av den tyske läkaren Adolf Weil år 1886. Sjukdomen är vanligast i tropikerna, men förekommer var som helst i världen. Utbrott kan ske i slumområden i utvecklingsländer. Djur som smittats kan ha inga, milda eller svåra symptom. Symptomen kan även variera beroende på vilket djur som drabbats.